# Sóshartyán
Sóshartyán – wieś i gmina w północnej części Węgier, w pobliżu miasta Salgótarján. Miejscowość leży na obszarze Średniogórza Północnowęgierskiego, w pobliżu granicy ze Słowacją. Administracyjnie należy do powiatu Salgótarján, wchodzącego w skład komitatu Nógrád.
Gmina Sóshartyán liczy 941 mieszkańców (2009) i zajmuje obszar 12,14 km².